# Энгельсбранд
Энгельсбранд (нем. Engelsbrand) — община в Германии, в земле Баден-Вюртемберг. 
Подчиняется административному округу Карлсруэ. Входит в состав района Энц.  Население составляет 4260 человек (на 31 декабря 2010 года). Занимает площадь 15,19 км².